# Dongosaro
Dongosaro, auch Sonsorol oder Dongosaru genannt, ist eine Insel im Westpazifik. Sie liegt 1,7 km südlich ihrer kleineren Schwesterinsel Fanna, mit welcher sie die Gruppe der Sonsorol-Inseln bildet. 
Die Insel wird von einem Korallenriff umgeben, das 160 bis 480 m vom Land entfernt ist. Die gleichnamige Hauptsiedlung Dongosaro liegt an der Westküste der mit Kokospalmen stark bewaldeten Insel.
Gemeinsam mit den Inseln Fanna, Pulo Anna und Merir bildet Dongosaro den palauischen Teilstaat Sonsorol, d. h. ein Verwaltungsgebiet der Inselrepublik Palau.